# Danh sách cầu thủ tham dự Cúp bóng đá châu Á 1960
Đây là các đội hình tham dự Cúp bóng đá châu Á 1960 diễn ra ở Hàn Quốc.

## Hàn Quốc
Huấn luyện viên:  Wui Hye-deok & Kim Yong-sik
| Số | VT | Cầu thủ         | Ngày sinh (tuổi)            | Trận | Bàn | Câu lạc bộ                   |
| -- | -- | --------------- | --------------------------- | ---- | --- | ---------------------------- |
|    | TM | Ham Heung-Chul  | 17 tháng 11, 1930 (29 tuổi) |      |     | Provost Marshal Headquarters |
|    | TM | Park Sang-Hoon  | 1931                        |      |     | Marine Corps                 |
|    | HV | Cha Tae-Sung    | 8 tháng 10, 1934 (26 tuổi)  |      |     | C.I.C.                       |
|    | HV | Kim Hong-Bok    | 4 tháng 3, 1935 (25 tuổi)   |      |     | Provost Marshal Headquarters |
|    | HV | Lee Eun-Sung    | 14 tháng 10, 1937 (23 tuổi) |      |     | Yonsei University            |
|    | TV | Kim Chan-Ki     | 30 tháng 12, 1932 (27 tuổi) |      |     | Provost Marshal Headquarters |
|    | TV | Kim Seon-Hui    |                             |      |     | Korea University             |
|    | TV | Son Myung-Sub   |                             |      |     | C.I.C.                       |
|    | TĐ | Yoo Gwang-Joon  | 7 tháng 3, 1932 (28 tuổi)   |      |     | Quartermaster Corps          |
|    | TĐ | Chung Soon-Chun | 15 tháng 1, 1940 (20 tuổi)  |      |     | C.I.C.                       |
|    | TĐ | Moon Jung-Shik  | 23 tháng 6, 1930 (30 tuổi)  |      |     | C.I.C.                       |
|    | TĐ | Choi Jung-Min   | 17 tháng 11, 1930 (29 tuổi) |      |     | C.I.C.                       |
|    | TĐ | Lee Soon-Myung  |                             |      |     | C.I.C.                       |
|    | TĐ | Cho Yoon-Ok     | 25 tháng 2, 1940 (20 tuổi)  |      |     | C.I.C.                       |
|    | TĐ | Woo Sang-Kwon   | 2 tháng 2, 1928 (32 tuổi)   |      |     | Provost Marshal Headquarters |
|    | TĐ | Yoo Pan-Son     |                             |      |     | Kyunghee University          |
|    | TĐ | Park Kyung-Hwa  | 2 tháng 6, 1939 (21 tuổi)   |      |     | Yonsei University            |

## Israel
Huấn luyện viên:  Gyula Mándi
| Số | VT | Cầu thủ               | Ngày sinh (tuổi)            | Trận | Bàn | Câu lạc bộ         |
| -- | -- | --------------------- | --------------------------- | ---- | --- | ------------------ |
|    | TM | Ya'akov Hodorov       | 16 tháng 6, 1927 (33 tuổi)  | 23   | 0   | Hapoel Tel Aviv    |
|    | TM | Ya'akov Vissoker      | 5 tháng 9, 1930 (30 tuổi)   | 2    | 0   | Hapoel Petah Tikva |
|    | HV | Amatzia Levkovich     | 27 tháng 12, 1937 (22 tuổi) | 14   | 0   | Hapoel Tel Aviv    |
|    | HV | Dov Atzmon            |                             | 0    | 0   | Hapoel Jerusalem   |
|    | HV | Mordechai Benbenishti | 1 tháng 3, 1938 (22 tuổi)   | 3    | 0   | Hapoel Jerusalem   |
|    | HV | Zvi Moisescu          | 13 tháng 8, 1939 (21 tuổi)  | 3    | 0   | Maccabi Netanya    |
|    | TV | Avraham Klemi         |                             | 0    | 0   | Maccabi Jaffa      |
|    | TV | Avraham Menchel       | 12 tháng 12, 1935 (24 tuổi) | 13   | 4   | Maccabi Haifa      |
|    | TV | Gideon Tish           | 13 tháng 10, 1939 (21 tuổi) | 16   | 0   | Hapoel Tel Aviv    |
|    | TV | Yosef Goldstein       | 29 tháng 3, 1932 (28 tuổi)  | 20   | 1   | Maccabi Tel Aviv   |
|    | TĐ | Aharon Amar           | 1937 (aged 23)              | 8    | 0   | Maccabi Haifa      |
|    | TĐ | Amnon Aronskind       |                             | 0    | 0   | Maccabi Tel Aviv   |
|    | TĐ | Nahum Stelmach        | 19 tháng 7, 1936 (24 tuổi)  | 23   | 13  | Hapoel Petah Tikva |
|    | TĐ | Rafi Levi             | 22 tháng 2, 1938 (22 tuổi)  | 14   | 10  | Maccabi Tel Aviv   |
|    | TĐ | Shlomo Levi           | 1 tháng 6, 1934 (26 tuổi)   | 0    | 0   | Hapoel Haifa       |
|    | TĐ | Shlomo Nahari         | 17 tháng 10, 1934 (25 tuổi) | 8    | 1   | Hapoel Petah Tikva |
|    | TĐ | Yehoshua Glazer       | 29 tháng 12, 1927 (32 tuổi) | 32   | 15  | Maccabi Tel Aviv   |

## Việt Nam Cộng hòa
Huấn luyện viên:  Lê Hữu Đức
| Số | VT | Cầu thủ          | Ngày sinh (tuổi) | Trận | Bàn | Câu lạc bộ |
| -- | -- | ---------------- | ---------------- | ---- | --- | ---------- |
|    | TM | Trần Văn Đực     |                  |      |     |            |
|    |    | Phạm Tri Sang    |                  |      |     |            |
|    |    | Phạm Văn Von     |                  |      |     |            |
|    |    | Nguyễn Ngoc San  |                  |      |     |            |
|    |    | Nguyễn Văn Kít   |                  |      |     |            |
|    |    | Trần Ta          |                  |      |     |            |
|    |    | Hữu Dam Lang     |                  |      |     |            |
|    |    | Đố Quang Thách   |                  |      |     |            |
|    |    | Trần Văn Nhung   |                  |      |     |            |
|    |    | Nguyễn Văn Quang |                  |      |     |            |
|    |    | Trần Văn Don     |                  |      |     |            |
|    |    | Nguyễn Văn Tu    |                  |      |     |            |

## Trung Hoa Dân Quốc
Huấn luyện viên:  Lee Wai Tong (李惠堂)
| Số | VT | Cầu thủ                 | Ngày sinh (tuổi)            | Trận | Bàn | Câu lạc bộ |
| -- | -- | ----------------------- | --------------------------- | ---- | --- | ---------- |
|    | TM | Lui Woon Suen (雷煥璇)  |                             |      |     |            |
|    | HV | Law Pak (羅北)          | 25 tháng 5, 1933 (27 tuổi)  |      |     |            |
|    |    | Lee Kwok Wah (李國華)   |                             |      |     |            |
|    | TV | Chan Fai Hung (陳輝洪)  | 5 tháng 5, 1932 (28 tuổi)   |      |     |            |
|    | HV | Ng Wai Man (吳偉文)     | 3 tháng 11, 1932 (27 tuổi)  |      |     |            |
|    | TV | Kwok Yu (郭有)          | 24 tháng 10, 1927 (32 tuổi) |      |     |            |
|    |    | Wong Chi Keung (黃志強) |                             |      |     |            |
|    | TV | Lau Tim (劉添)          | 1 tháng 1, 1934 (26 tuổi)   |      |     |            |
|    |    | Ho Ying Fun (何應芬)    | 1920                        |      |     |            |
|    | TĐ | Yiu Cheuk Yin (姚卓然)  | 3 tháng 7, 1928 (32 tuổi)   |      |     | Tung Wah   |
|    |    | Chow Man Che            |                             |      |     |            |
|    | TĐ | Lo Kwok Tai (羅國泰)    | 25 tháng 8, 1929 (31 tuổi)  |      |     |            |
|    | TĐ | Szeto Man (司徒文)      | 16 tháng 12, 1930 (29 tuổi) |      |     |            |
|    |    | Wung Pui Xo (翁培佐)    |                             |      |     |            |
|    |    | Lau Woon Vheng (劉煥清) |                             |      |     |            |
|    |    | Luk Man Wai (陸文渭)    |                             |      |     |            |
|    |    | Yang Wai Tou (楊偉韜)   |                             |      |     |            |